# Jordin Canada
Jordin Elizabeth Canada (Los Angeles, 11 agosto 1995) è una cestista statunitense, professionista nella WNBA.

## Carriera
È stata selezionata dalle Seattle Storm al primo giro del Draft WNBA 2018 (5ª scelta assoluta).
Con gli Stati Uniti ha disputato i Campionati americani del 2019.

## Statistiche

### College
| Anno      | Squadra     | PG  | PT  | MP   | TC%  | 3P%  | TL%  | RP  | AP  | PRP | SP  | PP   |
| --------- | ----------- | --- | --- | ---- | ---- | ---- | ---- | --- | --- | --- | --- | ---- |
| 2014-2015 | UCLA Bruins | 34  | 30  | 30,1 | 37,6 | 13,0 | 77,5 | 3,4 | 4,4 | 2,0 | 0,1 | 11,8 |
| 2015-2016 | UCLA Bruins | 34  | 34  | 34,2 | 40,6 | 26,2 | 76,4 | 3,9 | 5,7 | 2,3 | 0,1 | 16,1 |
| 2016-2017 | UCLA Bruins | 34  | 32  | 34,5 | 43,4 | 35,4 | 83,4 | 5,2 | 7,1 | 2,5 | 0,1 | 17,8 |
| 2017-2018 | UCLA Bruins | 35  | 35  | 33,7 | 43,5 | 38,6 | 80,4 | 3,7 | 7,1 | 3,3 | 0,0 | 17,0 |
| Carriera  | Carriera    | 137 | 131 | 33,1 | 41,5 | 33,2 | 79,4 | 4,1 | 6,1 | 2,5 | 0,1 | 15,7 |

### WNBA

#### Regular Season
| Anno     | Squadra       | PG  | PT  | MP   | TC%  | 3P%  | TL%  | RP  | AP  | PRP | SP  | PP   |
| -------- | ------------- | --- | --- | ---- | ---- | ---- | ---- | --- | --- | --- | --- | ---- |
| 2018†    | Seattle Storm | 33  | 2   | 16,5 | 35,7 | 18,2 | 73,8 | 1,5 | 3,3 | 0,9 | 0,0 | 5,7  |
| 2019     | Seattle Storm | 30  | 29  | 28,8 | 38,8 | 18,6 | 76,8 | 2,4 | 5,2 | 2,3 | 0,2 | 9,8  |
| 2020†    | Seattle Storm | 20  | 11  | 24,2 | 42,4 | 9,1  | 77,2 | 2,3 | 5,5 | 1,5 | 0,0 | 7,9  |
| 2021     | Seattle Storm | 29  | 3   | 18,7 | 38,9 | 21,4 | 84,1 | 2,3 | 3,0 | 0,7 | 0,1 | 5,8  |
| 2022     | L.A. Sparks   | 32  | 25  | 27,0 | 38,4 | 14,0 | 80,6 | 2,3 | 5,5 | 1,4 | 0,2 | 9,2  |
| 2023     | L.A. Sparks   | 38  | 38  | 32,6 | 40,4 | 33,3 | 87,3 | 3,1 | 6,0 | 2,3 | 0,2 | 13,3 |
| 2024     | Atlanta Dream | 20  | 18  | 31,2 | 39,0 | 28,1 | 78,1 | 3,5 | 5,8 | 1,6 | 0,3 | 10,6 |
| 2025     | Atlanta Dream | 23  | 23  | 28,8 | 40,2 | 30,3 | 75,3 | 3,5 | 5,7 | 1,7 | 0,2 | 12,0 |
| Carriera | Carriera      | 225 | 149 | 25,9 | 39,2 | 25,4 | 80,2 | 2,5 | 4,9 | 1,6 | 0,2 | 9,3  |

#### Playoffs
| Anno     | Squadra       | PG | PT | MP   | TC%  | 3P%  | TL%  | RP  | AP  | PRP | SP  | PP   |
| -------- | ------------- | -- | -- | ---- | ---- | ---- | ---- | --- | --- | --- | --- | ---- |
| 2018†    | Seattle Storm | 8  | 0  | 13,6 | 47,7 | 36,4 | 60,0 | 1,1 | 2,3 | 0,4 | 0,0 | 6,1  |
| 2019     | Seattle Storm | 2  | 2  | 33,0 | 40,5 | 20,0 | 71,4 | 3,5 | 5,5 | 1,0 | 0,0 | 18,0 |
| 2020†    | Seattle Storm | 6  | 0  | 15,5 | 54,5 | 0,0  | 66,7 | 1,8 | 1,3 | 0,5 | 0,0 | 7,0  |
| 2021     | Seattle Storm | 1  | 0  | 10,0 | 0,0  | -    | 100  | 0,0 | 2,0 | 1,0 | 0,0 | 6,0  |
| 2024     | Atlanta Dream | 2  | 2  | 27,0 | 41,7 | 25,0 | 0,0  | 1,0 | 7,5 | 0,5 | 0,0 | 5,5  |
| Carriera | Carriera      | 19 | 4  | 17,5 | 45,7 | 26,1 | 69,0 | 1,5 | 2,8 | 0,5 | 0,0 | 7,6  |

## Palmarès
- Campionato WNBA: 2

Seattle Storm: 2018, 2020
- 2 volte WNBA All-Defensive First Team (2019, 2023)
- 2 volte migliore nelle palle recuperate WNBA (2019, 2023)